# Солодухин, Николай Иванович
Никола́й Ива́нович Солоду́хин родился 3 января 1955 (по паспорту), дер. Пасерково, Курская область, РСФСР, СССР) — советский дзюдоист. Чемпион Олимпийских игр (Москва, 1980), мира (1979, 1983) и Европы (1979), пятикратный чемпион СССР (1975, 1977, 1979, 1980, 1982), заслуженный мастер спорта СССР (1980). Выступал в весовой категории до 65 кг за «Динамо».

## Спортивная биография
Николай Солодухин в 14 лет начал заниматься самбо, и  уже через год стал чемпионом среди юниоров города Железногорска Курской области.
После окончания училища Николай увлёкся дзюдо. Его первым тренером был М. Г. Скрыпов. Первым турниром, выигранным Николаем Солодухиным, стал «Юный динамовец».
В 1975 году Солодухин стал чемпионом Спартакиады народов СССР по дзюдо. И уже в 1979 году в течение одного года Николай Солодухин завоевал звания чемпиона мира и Европы по дзюдо, а в 1980 году стал чемпионом Олимпийских игр в Москве по дзюдо в весовой категории до 65 кг.
На спортивную карьеру спортсмена оказал влияние Анатолий Хмелев.
В настоящее время в Курске работает  «Школа борьбы дзюдо Н. И. Солодухина»  под его руководством. Ежегодно в Железногорске проводятся соревнования по дзюдо приз Н. И. Солодухина.

## Образование
Н. И. Солодухин окончил Курский политехнический институт, а также МОПИ.

## Награды
- Орден Дружбы народов
- Орден Трудового Красного Знамени
- Орден Почёта (12 октября 2022) — за вклад в развитие физической культуры и популяризацию отечественного спорта[9]
- Почётный диплом «За вклад в развитие мирового дзюдо»[10]
- Признан одним из лучших дзюдоистов XX века[11]
- Почётный гражданин города Курска.